# Leeds International Classic 1995
De Leeds International Classic 1995 was de zevende editie van deze wielerkoers in Groot-Brittannië, die gedurende de eerste vijf edities door het leven ging als de Wincanton Classic. De wielerrace werd verreden op 8 augustus, in en rond Leeds, Engeland. De koers was 233 kilometer lang, en maakte deel uit van de strijd om de wereldbeker. Van de 128 gestarte renners kwamen 86 renners over de finish, van wie de laatste 22 buiten de tijdslimiet. Zij werden derhalve niet opgenomen in de einduitslag.

## Uitslag
| Leeds International Classic 1995 |                     |                     |            |
| Plaats                           | Naam                | Ploeg               | Tijd       |
| Winnaar                          | Maximilian Sciandri | GB-MG Maglificio    | 6u 00' 20" |
| 2                                | Roberto Caruso      | ZG Mobili           | + 0' 44"   |
| 3                                | Alberto Elli        | GB-MG Maglificio    | z.t.       |
| 4                                | Fabio Baldato       | GB-MG Maglificio    | + 0' 53"   |
| 5                                | Johan Museeuw       | Mapei-GB            | z.t.       |
| 6                                | Laurent Jalabert    | ONCE                | z.t.       |
| 7                                | Andrei Tchmil       | Lotto-Isoglass      | z.t.       |
| 8                                | Maurizio Fondriest  | Lampre              | z.t.       |
| 9                                | Gian Matteo Fagnini | Saeco-Mercatone Uno | z.t.       |
| 10                               | Mauro Bettin        | AKI-Gipiemme        | z.t.       |
|                                  |                     |                     |            |
| 30                               | Erik Dekker         | Novell              | z.t.       |

1989 · 1990 · 1991 · 1992 · 1993 · 1994 · 1995 · 1996 · 1997